# Johann Wilhelm Wolf
Johann Wilhelm Wolf (Pseudonym Johannes Laicus) (* 23. April 1817 in Köln; † 28./29. Juni 1855 im Philippshospital Riedstadt) war ein deutscher Germanist und Schriftsteller.

## Leben
Wolf wuchs in streng katholischem Milieu auf. Über seine Ausbildung ist nichts Näheres bekannt. Er arbeitete anfangs in einem kaufmännischen Beruf, floh aber bald nach Brüssel, wo er sich mit dem Studium und der Sammlung volkstümlicher flämischer Überlieferungen beschäftigte.
Über Gent ging er zurück nach Köln. Um 1846 heiratete er Marie von Ploennies, die Tochter der Dichterin Luise von Plönnies (auch Louise von Ploennies), und zog 1847 mit ihr nach Darmstadt, 1848 ins Haus seiner Schwiegereltern nach Jugenheim. Zusammen mit seinem Schwager, dem Lieutenant und Schriftsteller Wilhelm von Ploennies, sammelte er auf Streifzügen durch den Odenwald und bei systematischen Befragungen der Soldaten aus dessen Kompanie das Material zu Märchen- und Sagensammlungen.
Eine Reihe von theologischen Aufsätzen widmete Wolf der Marienverehrung.
1854 erkrankte er an einem Nervenleiden, das er mit Kuren bekämpfte. Teilweise gelähmt und geistig umnachtet verstarb Wolf im darauffolgenden Jahr in der Heilanstalt nahe Goddelau in Hessen.

## Schriften
- Niederländische Sagen. Leipzig 1843 (Google Books).
- Deutsche Märchen und Sagen. Leipzig 1845 (Google Books).
- De Broederhand. Tydschrift voor neder- en hoogduitsche Letterkunde. Band 1. Brüssel 1845 (Google Books).
- Maiglocken. Zur Feier des Marienmonats. Gedichte. Mainz 1851 (Google Books).
- Deutsche Hausmärchen. Göttingen, Leipzig 1851 (Google Books).
- Die deutsche Götterlehre. Ein Hand- und Lesebuch für Schule und Haus. Nach Jacob Grimm u. a. Göttingen, Leipzig 1852 (Google Books).
- Beiträge zur deutschen Mythologie. Band 1: Götter und Göttinnen. Göttingen, Leipzig 1852 (Google Books); 2. Abth. Göttingen 1857 (Google Books).
- Aus der Kindheit. Erinnerungen. Göttingen 1852 (Katholische Trösteinsamkeit, Bd. 1). Dass., 3. Aufl., Franz Kirchheim, Mainz 1862 (Google Books); dass. u. d. T. Aus meiner Kindheit, hrsg. v. B. Schuler, A. & B. Schuler, München 1908; dass. u. d. T. Altkölnisches Leben. Erneuert durch Leonhard Kohrt, Butzon & Bercker, Kevelaer 1909 (Münchner Volksschriften 59); dass. u. d. T. Kinderjahre im alten, heiligen Köln, Hausen, Saarlouis 1923 (Erbgut deutschen Schrifttums Bd. 64/65); dass., hrsg. v. Hubert Schiel. Herder, Basel/Freiburg/Wien 1959.
- Hessische Sagen. Leipzig 1853 (Google Books).
- Zeitschrift für deutsche Mythologie und Sittenkunde. Band 1. Göttingen 1853 (Google Books); Band 2. Göttingen 1855 (Google Books). Neudruck: Sändig, Walluf bei Wiesbaden 1972.
- (Herausgeber, fortgeführt von Franz Joseph Holzwarth): Katholische Trösteinsamkeit. 15 Bde., Franz Kirchheim, Mainz 1853–1861.
- Verschollene Märchen. Mit einem Bogen deutscher Landschaftsphotographien. Franz Greno, Nördlingen 1988 (Die Andere Bibliothek).